# René Tavernier (géologue)
Pour les articles homonymes, voir Tavernier.
 (juillet 2014).
René Tavernier, né le 26 août 1914 à Nevele en Belgique et mort le 19 novembre 1992 à Gand en Belgique, est un géologue, pédologue et stratigraphe belge.
Il était professeur de géologie à l'université de Gand, membre correspondant de la Koninklijke Vlaamse Academie van België voor Wetenschappen en Kunsten et membre fondateur de la Belgische Bodemkundige Vereniging (BBV), société belge de pédologie désignée actuellement comme « Société Belge de la Science des Sols » (SBSS). Il a participé à l'élaboration d'une taxonomie des sols et à la réalisation d'une carte des sols de la Belgique et de la Communauté européenne. Il a fondé le International Bodemkundig Centrum à l'université de Gand avec comme objectif de venir en aide aux pays en développement. Il a notamment réussi à démontrer l'importance des connaissances géologiques pour les projets majeurs de développement de l'agriculture.

## Biographie
René Tavernier naît à Nevele le 26 août 1914 d'un père vétérinaire. Après sa scolarité au Sint-Lievenscollege de Gand, il étudie la géologie et la minéralogie à l'université de Gand. Sa carrière académique débute en 1937 lorsqu'il est nommé assistant du laboratoire de géologie de l'université. Après son doctorat, il devient suppléant pour le cours de géographie physique. En 1943, il devient chef d'équipe et, un an plus tard, professeur au laboratoire de géographie physique où il est nommé professeur ordinaire en 1948. Au début de sa carrière, il enseigne la géographie physique, puis à partir de 1952, il enseigne également la géologie, qui devient sa charge unique à partir de 1955.
De 1943 à 1950, au sein du Service géologique de Belgique, il est chargé d'approvisionner les troupes alliées en eau potable et les batteries antiaériennes en eau fraîche.
Membre correspondant de la Koninklijke Vlaamse Academie van België voor Wetenschappen en Kunsten depuis le 8 octobre 1955, il en devient membre effectif le 20 septembre 1958 et administrateur en 1967. Il est également membre de l’Académie royale des sciences d'outre-mer et, de 1950 à 1954, président de l'International Union of Soil Sciences (IUSS), dont il devient membre d'honneur en 1986.
Membre fondateur de la Société belge de pédologie, il en est le secrétaire général entre 1950 et 1958. Il est également membre de la Koninklijk Nederlands Aardrijkskundig Genootschap, de la Society of Economic Paleontologists and Mineralogists (États-Unis), de l'Académie royale de l'agriculture et de la sylviculture de Suède et membre correspondant de l'Académie d'agriculture de France. René Tavernier reçoit également le titre honorifique de commandeur de l'ordre de Mérite du Grand-Duché de Luxembourg.

## Travaux
René Tavernier remporte en 1935 le prix Mac Leod pour son mémoire de licence. Ses recherches doctorales sont couronnées en 1948 par le prix Baron van Ertborn. Les deux études concernent les dépôts du néogène en Belgique dont les sables sont analysés sur la base de leur teneur en minéraux lourds. René Tavernier parvient ainsi à dissocier les sables marins et continentaux de la Basse Belgique et à déterminer leur provenance. Ses recherches géologiques portent sur la sédimentologie des formations cénozoïques du bassin de la Mer du Nord, le Quaternaire en Belgique, la structure des fossiles périglaciaires, l'évolution du bassin de l'Escaut au cours du Quaternaire et de la plaine côtière pendant l'Holocène, les fluctuations du niveau de la mer, etc.
Sous l'impulsion du professeur Victor Van Straelen, est créé le Comité voor de Opname van de Bodem- en Vegetatiekaart van België. Le projet, qui débuta en 1947, est subsidié par l'Institut pour l'encouragement de la Recherche Scientifique dans l'Industrie et l'Agriculture (IRSIA). Au départ, trois centres collaborent à l'enregistrement des données : Louvain, Gembloux et Gand. René Tavernier souligne la nécessité d'une coordination au sein d'un seul centre national. À partir de 1950, il devient le directeur du Centre pour la cartographie des sols - Centrum voor Bodemkartering (C.V.B.) qui a pour mission principale de réaliser la carte des sols, d'élaborer une légende commune et de coordonner les activités au niveau national. Ce travail est couronné en 1968 par le prix décennal des sciences géologiques. Le C.V.B. reste actif jusqu'à sa dissolution en 1976.
En 1950, René Tavernier participe à l'organisation du 4th Congress of the International Soil Science Society in Amsterdam où il est élu président de l'ISSS. Dans le cadre du cinquième congrès de l'ISSS (Léopoldville/Kinshasa, 1954), il collabore avec l'Institut National pour l'Étude Agronomique du Congo Belge - Nationaal Instituut voor de Landbouwkunde in Belgisch Congo (INEAC-NILCO) afin d'élaborer un système de classification des sols tropicaux. À partir de 1951, René Tavernier prête son concours à l'USDA Soil Conservation Service pour élaborer une taxonomie des sols aboutissant dans une étroite collaboration entre lui et le directeur de l'époque, Guy D. Smith.
Entre 1952 et 1958, en tant que membre du Comité géologique, il est chargé de développer l'échelle stratigraphique du Quaternaire. En 1957, sur base de sédiments de transgression en Flandre, Jean de Heinzelin de Braucourt et René Tavernier lance l'éponyme "Flandrien" pour l'Holocène local, appellation qui entre-temps est devenue obsolète.
René Tavernier est en 1958 membre du comité de direction de l'Institut national pour l'étude agronomique du Congo belge - Nationaal Instituut voor de Landbouwkunde in Belgisch Congo (INEAC-NILCO). En 1960, il crée le Internationaal Bodemkundig Centrum à l'université de Gand. Ce centre, qui a pour objectif de venir en aide au Tiers monde, inaugure en 1963 avec un cours de troisième cycle. Tavernier a réussi à démontrer l'importance des connaissances géologiques pour les projets majeurs de développement de l'agriculture[réf. nécessaire].

## Publications
- Une liste des publications de Tavernier est disponible dans Liber memorialis Rijksuniversiteit te Gent, 1960, 231-234 [PDF]
- Une liste des publications dans la collection de la bibliothèque universitaire Ugent est disponible sur le catalogue digital Ugent

### Sources et liens externes
- Notices d'autorité :   - VIAF
  - ISNI
  - BnF (données)
  - IdRef
  - LCCN
  - GND
  - Italie
  - Belgique
  - Pays-Bas
  - Israël
  - NUKAT
  - WorldCat
- Site de l'Académie royale des sciences d'outre-mer (KAOWARSOM)
- Site de l'Institut national pour l'étude agronomique du Congo belge (INEAC-NILCO)
- Service géologique de Belgique (SGB) - Institut royal des sciences naturelles de Belgique
- Site de la Société belge de la science du sol (SBSS)
- (nl) Databank Ondergrond Vlaanderen (DOV)
- (en) Site de l'International Union of Soil Sciences (IUSS)